# Regney
Regney ([ʁəˈɲɛ] ) ist eine französische Gemeinde mit 103 Einwohnern (Stand: 1. Januar 2022) im Département Vosges in der Region Grand Est (bis 2015 Lothringen). Sie gehört zum Arrondissement Neufchâteau (bis 2024 Épinal) und ist Mitglied im Gemeindeverband Communauté de communes de Mirecourt Dompaire.

## Geografie
Die Gemeinde liegt etwa zehn Kilometer südlich von Charmes.
Nachbargemeinden von Regney sind Bettegney-Saint-Brice im Norden, Frizon im Nordosten, Saint-Vallier im Osten und Südosten sowie Madegney im Südwesten und Westen.

## Bevölkerungsentwicklung
| Jahr      | 1793 | 1896 | 1954 | 1982 | 1990 | 1999 | 2006 |
| Einwohner | 179  | 153  | 136  | 100  | 81   | 71   | 89   |

## Sehenswürdigkeiten

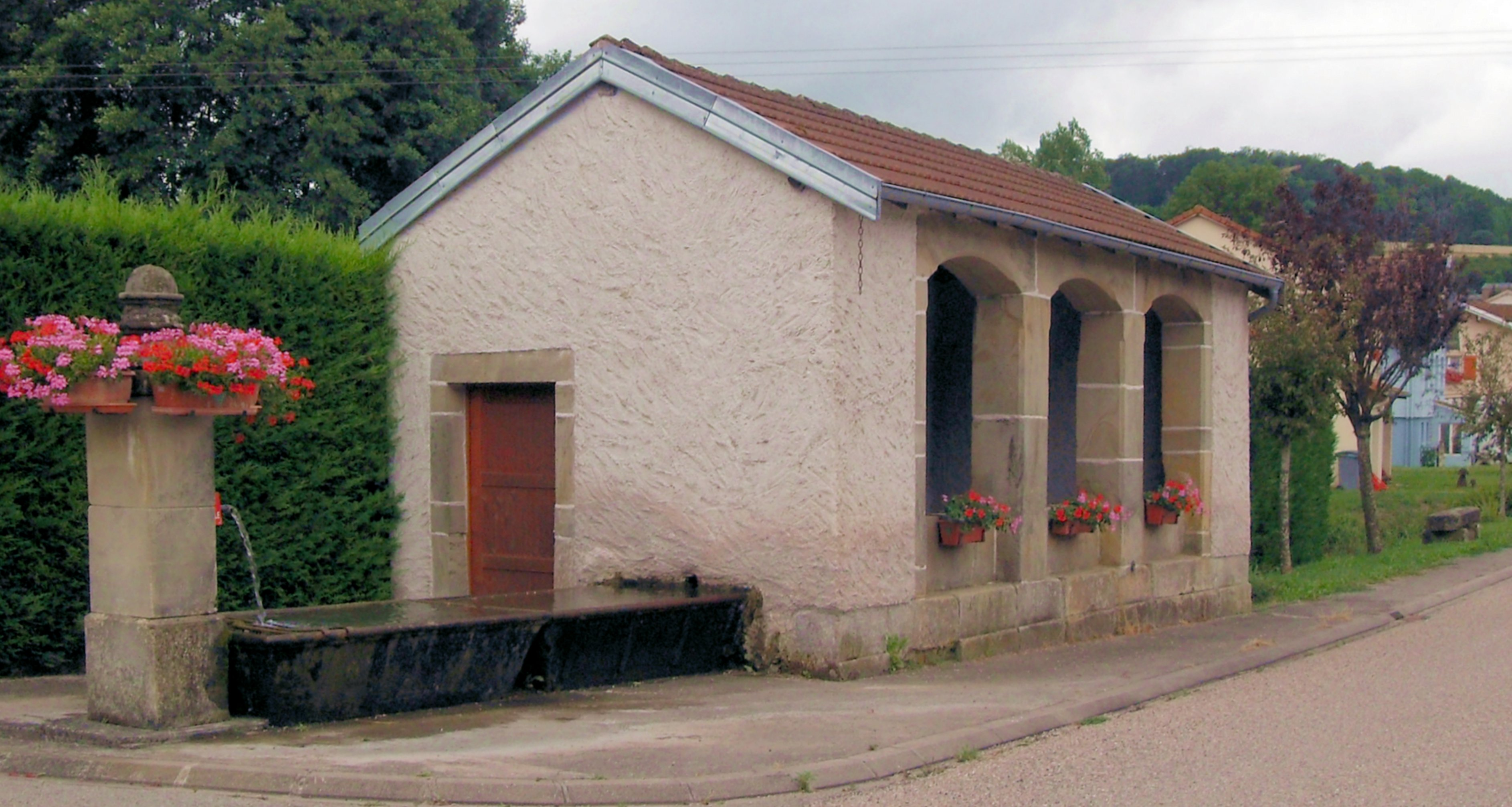
Lavoir in Regney

- Lavoir